# Дідешть (комуна)
Дідешть, Дідешті (рум. Didești) — комуна у повіті Телеорман в Румунії. До складу комуни входять такі села (дані про населення за 2002 рік):
- Дідешть (559 осіб) — адміністративний центр комуни
- Инсурецей (355 осіб)
- Сату-Ноу (513 осіб)

Комуна розташована на відстані 99 км на захід від Бухареста, 44 км на північний захід від Александрії, 86 км на схід від Крайови.

## Населення
За даними перепису населення 2002 року у комуні проживали 1427 осіб. Усі жителі комуни рідною мовою назвали румунську.
Національний склад населення комуни:
| Національність | Кількість осіб | Відсоток |
| -------------- | -------------- | -------- |
| румуни         | 1426           | 99,9%    |
| угорці         | 1              | 0,1%     |

Склад населення комуни за віросповіданням:
| Релігія     | Кількість осіб | Відсоток |
| ----------- | -------------- | -------- |
| православні | 1421           | 99,6%    |
| адвентисти  | 6              | 0,4%     |